# Szczuroskoczek płowy
Szczuroskoczek płowy (Dipodomys heermanni) – gatunek ssaka z podrodziny szczuroskoczków (Dipodomyinae) w obrębie rodziny karłomyszowatych (Heteromyidae). 

## Zasięg występowania
Szczuroskoczek płowy występuje w zachodnich Stanach Zjednoczonych, zamieszkując w zależności od podgatunku:
- D. heermanni heermanni – północno-wschodnia San Joaquin Valley, środkowa Kalifornia.
- D. heermanni arenae – Coast Ranges, w hrabstwach San Luis Obispo i Santa Barbara, południowo-zachodnia Kalifornia.
- D. heermanni berkeleyensis – wzgórza i doliny na wschód od Zatoki San Francisco, środkowo-zachodnia Kalifornia.
- D. heermanni dixoni – wschodni kraniec San Joaquin Valley, środkowa Kalifornia.
- D. heermanni goldmani – wybrzeże Oceanu Spokojnego i stoki Coast Ranges, południowo-zachodnia Kalifornia.
- D. heermanni jolonensis – Salinas Valley wzdłuż wybrzeża Oceanu Spokojnego, południowo-zachodnia Kalifornia.
- D. heermanni morroensis – wzdłuż Morro Bay. południowo-zachodnia Kalifornia, być może wyginął.
- D. heermanni swarthi – południowo-zachodni kraniec San Joaquin Valley, Carrizo Plain i Cuyama Valley, południowo-zachodnia Kalifornia.
- D. heermanni tularensis – piętro San Joaquin Valley do podnóża gór Tehachapi i Temblor, południowo-środkowa Kalifornia.

## Taksonomia
Gatunek po raz pierwszy naukowo opisał w 1853 roku amerykański przyrodnik John Eatton Le Conte, nadając mu nazwę Dipodomys heermanni. Holotyp pochodził z okolic rzeki Calaveras, w hrabstwie Calaveras, w Kalifornii. 
D. heermanni należy do grupy gatunkowej heermanni, z D. gravipes, D. panamintinus, D. microps, D. ingens i D. stephensi. Autorzy Illustrated Checklist of the Mammals of the World rozpoznają dziewięć podgatunków.

### Etymologia
- Dipodomys: gr. δίποδος dipodos „dwunożny”, od δι- di- „podwójnie”, od δις dis „dwa razy”, od δυο duo „dwa”; πους pous, ποδος podos „stopa”; μυς mus, μυός muos „mysz”[15][16].
- heermanni: dr. Adolphus Lewis Heermann (1827–1865), amerykański lekarz i przyrodnik[17].
- arenae: łac. arena lub harena „piasek”[16].
- berkeleyensis: Berkeley, Kalifornia, Stany Zjednoczone[7].
- dixoni: Joseph Scattergood Dixon (1887–1952), amerykański ornitolog, obserwator terenowy[9][16].
- goldmani: Luther J. Goldman, amerykański biolog, kolekcjoner[4].
- jolonensis: Jolon, Kalifornia, Stany Zjednoczone[6].
- morroensis: Morro, Kalifornia, Stany Zjednoczone[5].
- swarthi: Harry Schelwald Swarth (1878–1935), amerykański zoolog[18].
- tularensis: hrabstwo Tulare, Kalifornia, Stany Zjednoczone[4].

## Morfologia
Długość ciała (bez ogona) 90–113 mm, długość ogona 160–200 mm, długość ucha średnio 15 mm, długość tylnej stopy średnio 43 mm; masa ciała 70–80 g. 

## Ekologia
Zamieszkuje suche doliny górskie położone do 1000 m n.p.m. Preferuje otwarte, trawiaste tereny i chaparral, pojawia się także w rzadkich lasach i na obrzeżach pustyni Sonora.
Szczuroskoczek płowy zamieszkuje nory wykopane w miękkiej glebie. Nory służą jako schronienie podczas odpoczynku, a także jako miejsce narodzin młodych. Rozmnażają się głównie od lutego do października. Najwięcej młodych rodzi się w kwietniu. Ciąża trwa 30 do 32 dni. Miot liczy od 2 do 5 młodych. Przebywają one pod opieką dorosłych osobników przez 4 do 6 tygodni. Samice mogą rozmnażać się już podczas pierwszego roku życia.
Żywią się głównie nasionami oraz zielnymi częściami roślin. Dietę uzupełniają niewielką ilością owadów. Szczuroskoczek płowy poszukuje pożywienia na powierzchni ziemi. Jest to gatunek nocny, preferuje spokojne noce – deszcz, mgła lub silne światło Księżyca może ograniczać jego aktywność. Badania w hrabstwie San Luis Obispo wykazały, że gryzonie te wykazywały minimalną aktywność w styczniu i lutym, następnie wzrastała ona aż do początku lata. W połowie lata zwierzęta ponownie były mniej aktywne. Jesienią aktywność ponownie wzrosła.